# NGC 6466
NGC 6466 (również PGC 60883) – galaktyka soczewkowata (E-S0), znajdująca się w gwiazdozbiorze Smoka. Odkrył ją Lewis A. Swift 18 września 1884 roku.